# NGC 5112
NGC 5112 ist eine Balkenspiralgalaxie vom Hubble-Typ SBc im Sternbild der Jagdhunde am Nordsternhimmel, die etwa 46 Millionen Lichtjahre von der Milchstraße entfernt ist.
Sie wurde am 17. März 1787 vom deutsch-britischen Astronomen Wilhelm Herschel mit einem 18,7-Zoll-Spiegelteleskop entdeckt, der sie dabei mit „pB, L, iF, unequally bright, 3′ or 4′ diameter“ beschrieb.